# Славко Суботић
Славко Суботић, југословенски атлетичар, такмичио се у периоду 1956 — 1964, дуге стазе, специјалност 5.000 м.

## Биографија
Рођен је 1. децембра 1934. године у Лишанима Тињским, Бенковац, Краљевина Југославија (данашња Хрватска). После Другог светског рата заједно са породицом из Далмације колонизовао је у село Станишић крај Сомбора. Након периода проведеног у Бачком месту Станишић сели се у Београд где је завршио школу и започео своје прве спортске кораке, али не у атлетици него у рвању код чувеног Љубомира Ивановића "Геџе". Одласком у ЈНА све се мења и његов таленат дошао је до пуног изражаја у атлетици. Атлетиком се бавио од 1956. до 1964. године. У периоду од 1957 до 1962. године наступа за АК Партизан а од 1962 до 1964. године такмичи се у дресу АК Металац (Славонија) из Осијека. Након атлетске каријере, са породицом је живео у Задру до распада Југославије, када се прво сели у Книн а после у Београд. Умро је у Сопоту 24. децембра 2010. године.

## Атлетска каријера
За атлетску репрезентацију Југославије наступао је 15 пута. Био је државни првак на 5.000 м (1959.г). Освојио је девето место на поноћној уличној трци (Corrida Internacional de Sao Silvestre) и треће место на 3.000 м са препрекама 1960. године у Бразилу (Sao Paulo). Са Партизаном је 1957, 1958 и 1959 освојио прво место у штафетној уличној трци у Ђенови (Coppa d'oro Mairano) и 1961 у штафетној уличној трци у Вијаређу, Италија. Победио је на уличним тркама у Београду 1961., Загребу 1959, Нишу 1960, Краљеву 1961, Осијеку 1962. Освојио је друго место у уличној трци у Тренту, Италија 1960 (Giro al Sas). Победник је кроса листа Политика 1960 Био је првак Србије у кросу 1958 и 1961. године, првак Хрватске у кросу 1962 и првак Београда 1958. године. Учествовао је на балканским кросевима у Београду, Анкари, Софији, Букурешту, Истанбулу и међународним кросевима у Француској, Париз (L’Iimanite), Лил, у Белгији, Брисел (Le Soir), (Saint Lambert). Био је првак Србије на 3.000 м са препрекама 1958, и првак Хрватске на 5 и 10 км 1963. године. Од 1962. године држи рекорд Хрватске у штафетној трци 4x1.500 метара (Ханак, Суботић, Кокић, Адам) У АК Партизан тренер му је био Драго Штритоф , такође тркач на дугим стазама.

## Најбољи резултати у каријери
| Дисциплина       | Резултат | Година | Место  |
| ---------------- | -------- | ------ | ------ |
| 1.500 м          | 3:54,1   | 1961   | Милано |
| 3.000 м          | 8:15,4   | 1961   | Загреб |
| 5.000 м          | 14:24,0  | 1960   | Загреб |
| 3.000 м препреке | 9:10,8   | 1958   | Цеље   |
| 10.000 м         | 30:38,6  | 1962   | Загреб |
| 4x1.500 м        | 16:08,2  | 1962   | Осијек |

Ево како је Славко Суботић за лист Борба, описао свој наступ на поноћној уличној трци у Бразилу: Beћ сам долазак у Сaн Паоло био јe „кобан„ за мене. Јер, долетео сам из Европе где се температура кретала око нуле, a у Сан Паолу жива јe у хладу показивала од 35 до 37 степени. Овако нагла климатска променa одразила се негативно на моју форму. Иначе, већ одмах пo доласку сазнао сам да су Бразилијанци били добро упознати са трком у Нишу, јep су ме просто опседали питањима како сам успео да победим Михалића и да ли јe истина да је трка била „неисправна". Трка јe као и обично протекла у новогодишњем расположењу. За нас тркаче била је отежавајућа околност то да се на неколико часова пред почетак трке, после несносне врућине, спустио страховит пљусак тако да је ваздух од претеране влажности био врло тежак. Иначе, од самог старта повукао сам нагло напред јер сам се плашио да се не „утопим" у гомили од 125 тркача. Све до највећег успона био сам пети, a онда су ми на низбрдици ноге нагло „отказале" тако да сам трку, као што већ знате завршио на деветом месту. Суарез је био просто фантастичан. Трчао је са толико лакоће да га заиста није било могуће победити. Од осталих тркача највеће изненађење приредио је Канађанин Дуглас Кели, који је поред Суареза био заиста најбољи на овој трци. Швеђанин Дан Верн изгледа да је потценио своје противнике и није се довољно припремао за ову трку. To му се наравно и осветило. Био је тек тридесет први.

## Наступи за репрезентацију Југославије
| р.бр. | Такмичење                      | Дисциплина       | Резултат | Позиција | Година | Држава     | Град     |
| ----- | ------------------------------ | ---------------- | -------- | -------- | ------ | ---------- | -------- |
| 1     | Балкански крос                 | 10.000 м         | 33:45,0  | 9 место  | 1958   | Турска     | Анкара   |
| 2     | Двомеч ФНРЈ-Мађарска           | 5.000 м          | 15:27,7  | 4 место  | 1958   | ФНРЈ       | Љубљана  |
| 3     | Двомеч Швајцарска-ФНРЈ         | 5.000 м          | 14:49,7  | 1 место  | 1958   | Швајцарска | Лугано   |
| 4     | Балкански крос                 | 10.000 м         | 33:11,0  | 7 место  | 1959   | ФНРЈ       | Београд  |
| 5     | Двомеч Пољска-ФНРЈ             | 5.000 м          | 14:49,2  | 4 место  | 1959   | Пољска     | Краков   |
| 6     | Двомеч ФНРЈ-Француска          | 5.000 м          | 15:17,0  | 4 место  | 1959   | ФНРЈ       | Београд  |
| 7     | Балканске игре у атлетици      | 3.000 м препреке | 9:48,6   | 7 место  | 1959   | Румунија   | Букурешт |
| 8     | Балкански крос                 | 10.000 м         | 32:19,0  | 10 место | 1960   | Румунија   | Букурешт |
| 9     | Двомеч Италија-ФНРЈ            | 5.000 м          | 14:39,9  | 3 место  | 1960   | Италија    | Сијена   |
| 10    | Двомеч ФНРЈ-Бугарска           | 5.000 м          | 14:39,3  | 2 место  | 1960   | ФНРЈ       | Београд  |
| 11    | Балканске игре у атлетици      | 5.000 м          | 14:46,4  | 5 место  | 1960   | Грчка      | Атина    |
| 12    | Балкански крос                 | 10.000 м         | 35:38,6  | 24 место | 1961   | Бугарска   | Софија   |
| 13    | Тромеч Француска-Норвешка-ФНРЈ | 5.000 м          | 14:29,4  | 3 место  | 1961   | Француска  | Париз    |
| 14    | Двомеч ФНРЈ-Финска             | 5.000 м          | 14:51,4  | 4 место  | 1961   | ФНРЈ       | Београд  |
| 15    | Балкански крос                 | 10.000 м         | 32:12,0  | 17 место | 1963   | Турска     | Истанбул |